# إريك باتشيلور
اريك باتشيلور (بالإنجليزية: Eric Batchelor)‏ هو عسكري نيوزيلندي، ولد في 29 أغسطس 1920 في وايميت ‏ في نيوزيلندا، وتوفي بنفس المكان في 10 يوليو 2010.